# Neuroleon (Ganussa) leptaleus
Neuroleon (Ganussa) leptaleus is een insect uit de familie van de mierenleeuwen (Myrmeleontidae), die tot de orde netvleugeligen (Neuroptera) behoort. 
Neuroleon (Ganussa) leptaleus is voor het eerst wetenschappelijk beschreven door Navás in 1912.